# Lipowo (Kosakowo)
Lipowo – część wsi Kosakowo w Polsce, położona w województwie warmińsko-mazurskim, w powiecie kętrzyńskim, w gminie Srokowo.
W latach 1975–1998 Lipowo administracyjnie należało do województwa olsztyńskiego.